# البحث والتطوير في مجال أمراض المناطق المدارية المهملة
أمراض المناطق المدارية المهملة هي مجموعة من الأمراض المعدية التي تصيب  1.4 مليار شخص في جميع أنحاء العالم. يرتبط تصنيف هذه الفئة بإهمالها المتكرر في القطاعين العام والخاص وقلة الاهتمام بها على المستويات المحلية والوطنية والدولية، وزيادة نسبتها بين الفقراء. اعتُرف بالبحث والتطوير الذي ينتج عقاقير ولقاحات آمنة وفعالة للعلاج والوقاية كأولوية صحية عالمية.

## نظرة عامة
الأمراض المدارية المهملة هي مجموعة من الأمراض المعدية الناتجة عن مجموعة متنوعة من الديدان والبكتيريا والطفيليات المنقولة بناقل. تؤدي الأمراض المدارية المهملة إلى قرابة 534.000 حالة وفاة سنويًا وفقدان 57 مليون سنة حياة صحية (أو ما يعرَف بمعدّل السنة الحياتية للإعاقة). يقع العبء الاجتماعي والاقتصادي والصحي لهذه الأمراض في المقام الأول على البلدان المنخفضة والمتوسطة الدخل، حيث تنتشر الأمراض بشكل أكبر، وتمثل الأمراض المدارية المهملة سادس أكبر عبء صحي عالمي من حيث السنوات المعدّلة للإعاقة، ما يعادل عبء الملاريا العالمي وربما يتجاوزه.
يتضمّن مجال البحث والتطوير في أمراض المناطق المدارية المهمّلة برامجًا موجّهة للمُحدّدات البيئية والاجتماعية للصحة (على سبيل المثال: مكافحة ناقلات الأمراض، ونوعية المياه، والصرف الصحي)، وأخرى متعلّقة بإدارة التوزيع الجماعي للأدوية للوقاية من الأمراض وعلاجها. على الرغم من التطوّرات الكبيرة في المجال الصحي والاقتصادي لاستخدام الأدوية المتاحة، إلّا أنّ انخفاض البحث والتطوير فيما يتعلّق بمركبات وأدوية جديدة يمثّل تحديًا مستمرًا وكبيرًا. يُعزى انخفاص مستوى الأدوية قيد التطوير في المقام الأول إلى ارتفاع تكاليف تطوير الأدوية، وحقيقة أن أمراض المناطق المدارية المهملة تتركز بين فقراء العالم. وتشمل مثبطات الاستثمار الأخرى ضعف البنية التحتية الحالية للتوزيع والمبيع، والمخاوف المتعلقة بحماية الملكية الفكرية. ومع ذلك تشارك الحكومات، والمؤسسات، وشركات الأدوية، والأوساط الأكاديمية، والمنظمات غير الحكومية في العديد من الأنشطة، التي من شأنها المساعدة في معالجة ضعف البحث والتطوير ومواجهة العديد من التحديات المتعلّقة بتدبير أمراض المناطق المدارية المهملة. تشمل المبادرات الشراكة بين القطاعَين العام والخاص، وأولوية تسريع عمليات الموافقة على الأدوية، توسيع مجال ومقدرة التطوير والبحث العالمي في هذا المجال، والتعاون العلمي المفتوح، والتناغم بين الهياكل الحكومية العالمية فيما يتعلق بأمراض المناطق المدارية المهملة.[بحاجة لمصدر]

## قائمة أمراض المناطق المدارية المهملة
تتنوع الأمراض المُصنَّفة كأمراض مدارية مهملة. سُلط الضوء على الملاريا والإيدز والسل، وتلقّت قدرًا من الاهتمام العام والتمويل حتى لم يعد بعض الباحثين يصنّفونها كمهملة. الأمراض المدارية المهملة السبعة الأكثر انتشارًا (خارج نطاق ثلاثة الأمراض مسبقة الذكر) مرتّبة حسب انتشارها العالمي هي: داء الأسكارس، وداء المسلكات، وعدوى الدودة الشصية، وداء البلهارسيا، ومرض الفلاريا، والتراخوما (الحُثار). تنتمي الأمراض السبعة سالفة الذكر إلى قائمة أكبر من ثلاثة عشر مرضًا رئيسيًّا هي: داء كلابية الذنب، وداء الليشمانيات، وداء شاغاس، والجذام، وداء المثقبيات الأفريقي البشري (مرض النوم)، داء التنينات (داء دودة غينيا)، وقرحة بورولي.
تضمّن تقرير منظمة الصحة العالمية لعام  2010 المخصّص لأمراض المناطق المدارية المهملة قائمة مُوسَّعة تشمل: حمى الضنك، وداء الكلب، والداء العليقي، وداء الكيسات المذنبة، وداء المشوكات (مرض الأكياس المائية)، وداء المثقوبات.